# 芝町 (三木市)
芝町（しばまち）は、兵庫県三木市にある大字。旧・美嚢郡三木町大字芝町。郵便番号は673-0414。

## 地理

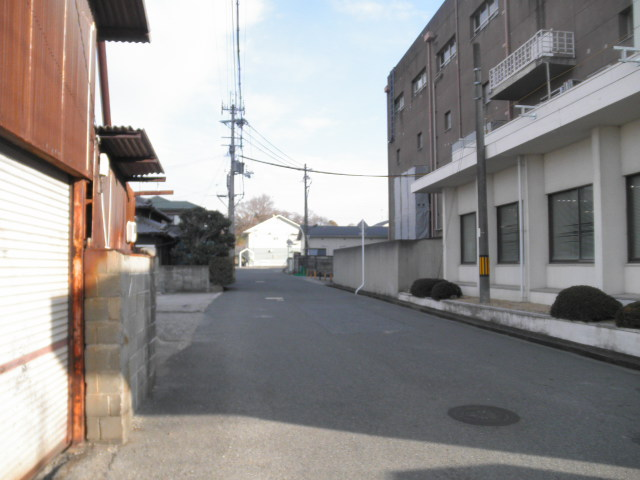
芝町の街並み

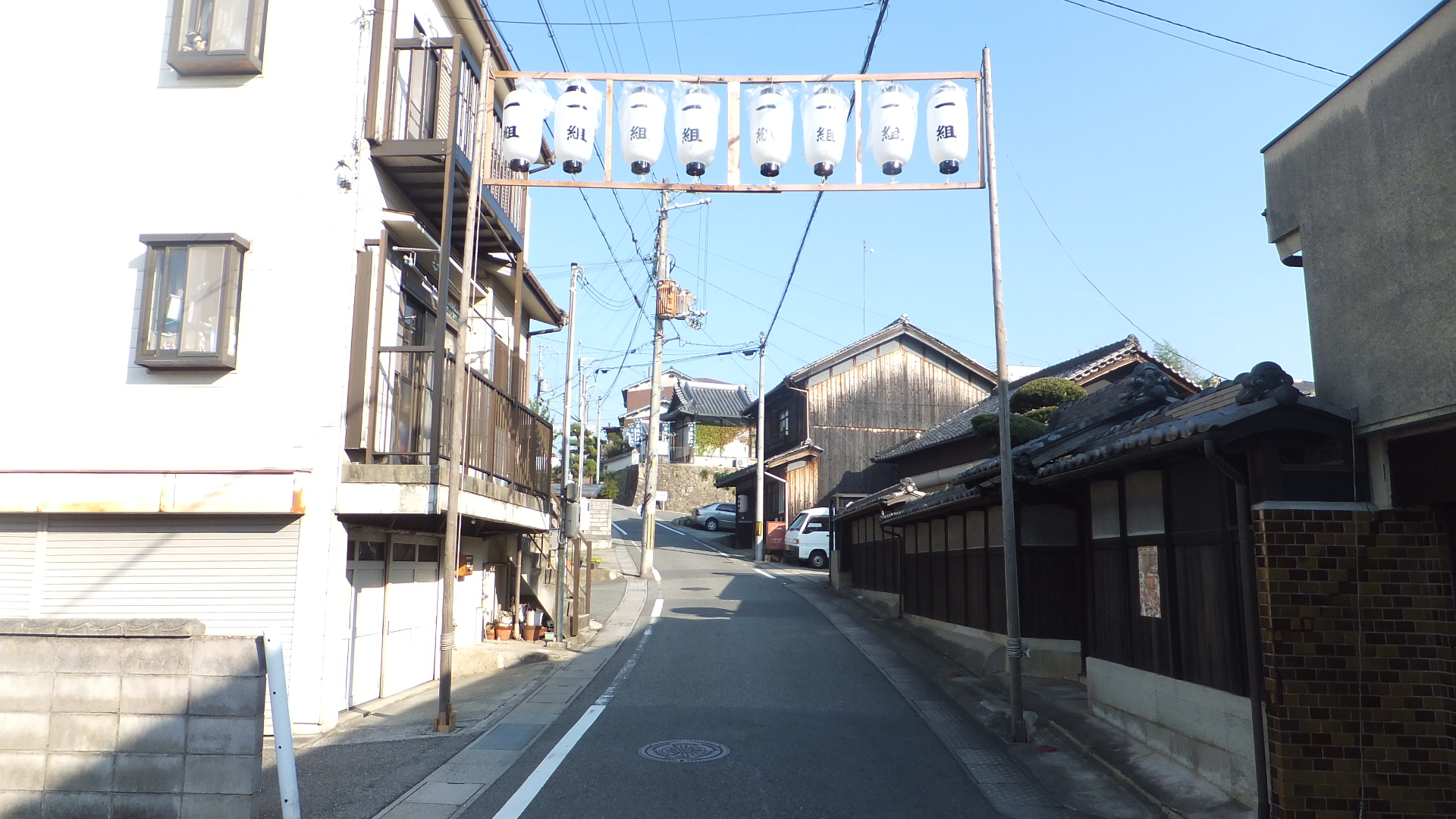
近隣にある岩壺神社の祭礼の時は提灯が立つ

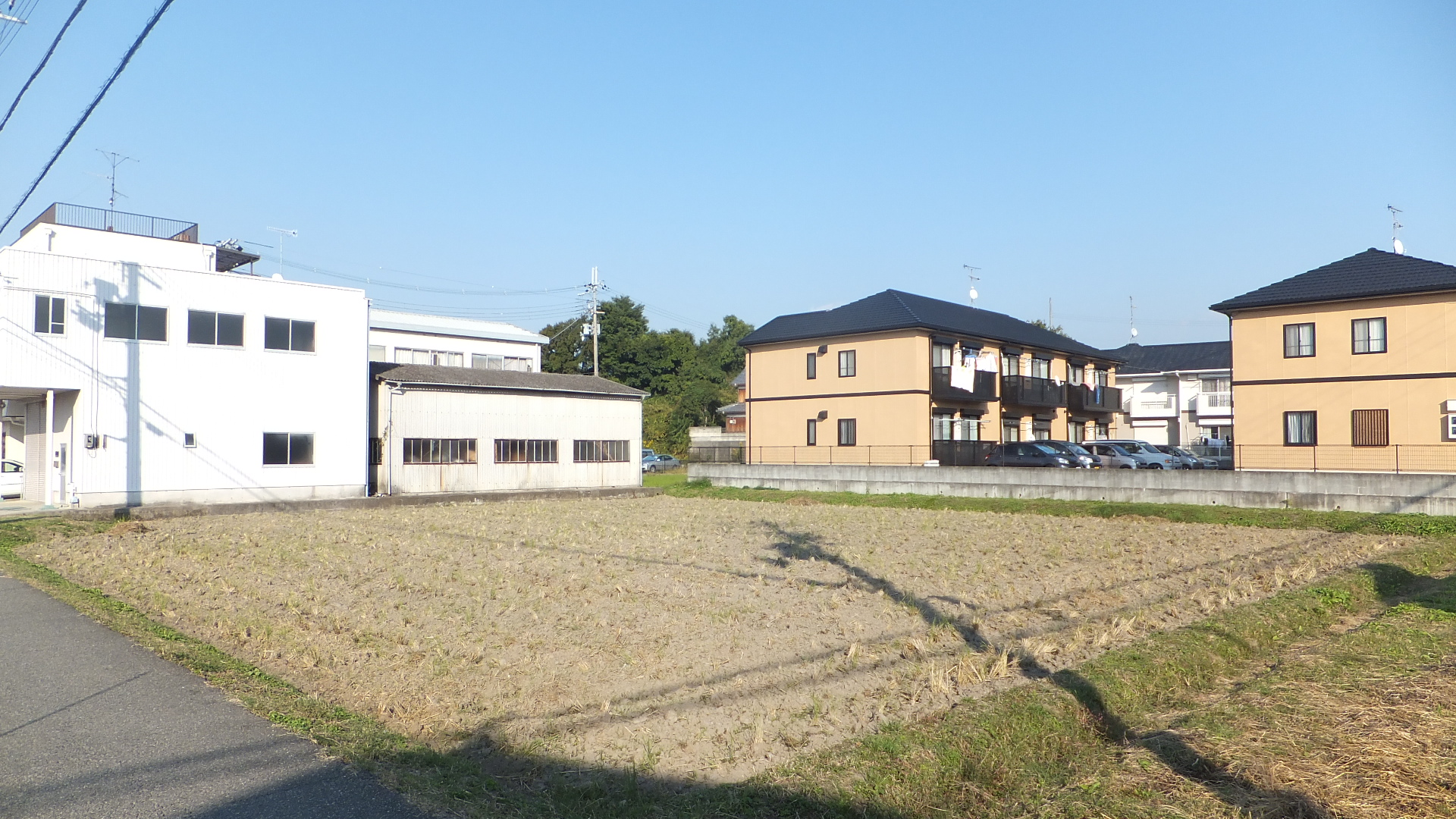
地内にある農業地帯

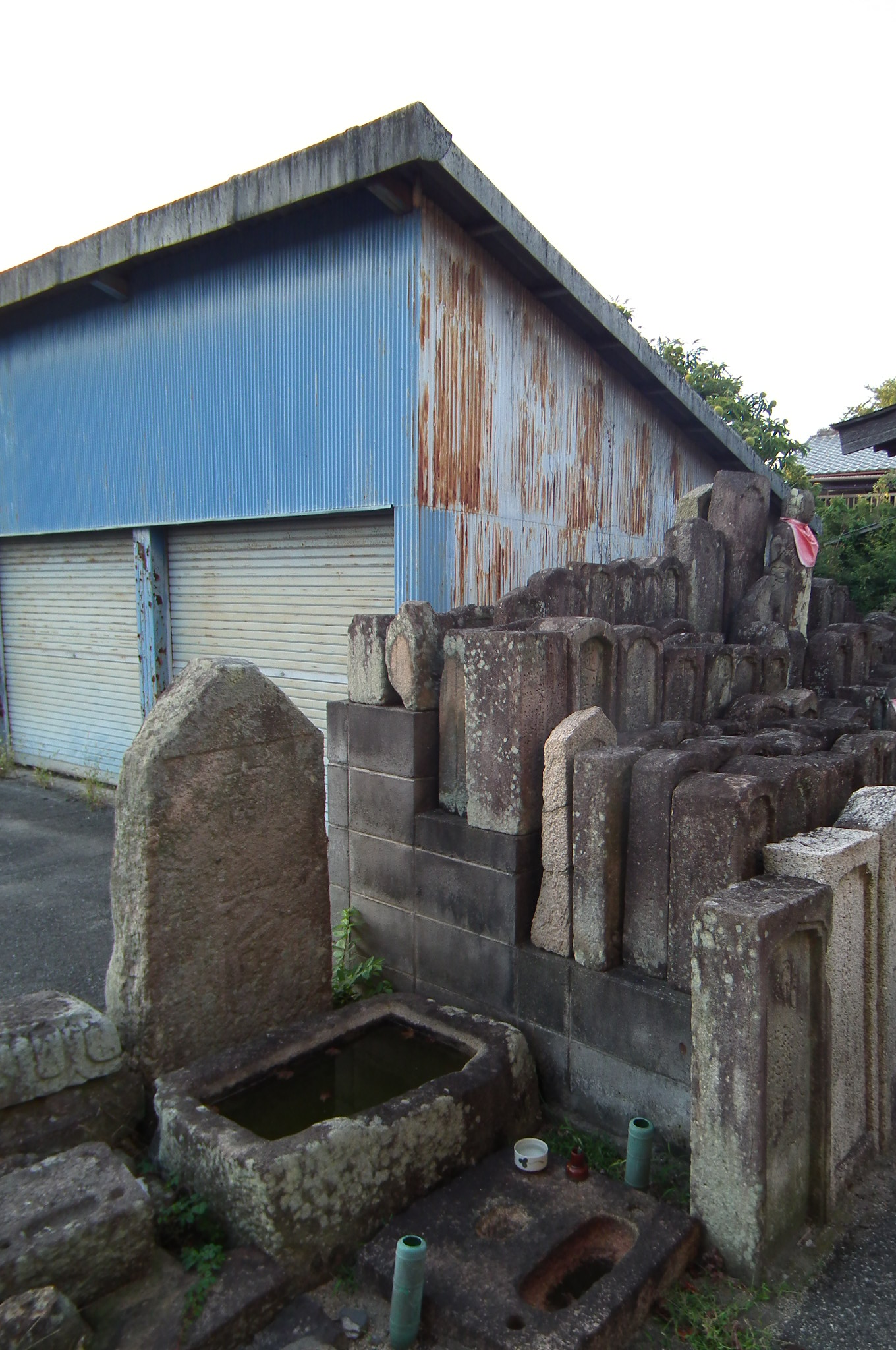
芝町にある墓地

- 三木地区の中央部、美嚢川中流左岸に位置しており、昔は芝原の地にあり、豊臣秀吉が湯の山街道を狭い道を改修し、開けた。後に宿場町として栄えた。景観形成重要建造物に指定されている建物が存在する。現在は商業地と住宅地であるが、集合住宅の間に農業地帯が残る。[1][2][3]東側は大塚・西側は府内・南側は本町・北側は岩宮と接する。

## 歴史
- 1954年6月1日 - 三木市新設に伴い、三木市芝町になる。

### 字域の変遷
| 実施前               | 実施年       | 実施後     |
| -------------------- | ------------ | ---------- |
| 美嚢郡三木町大字芝町 | 1954年6月1日 | 三木市芝町 |

## 施設
- 三木湯の山街道郵便局 - 元々は1970年5月に開局した三木府内郵便局であったが、歴史街道に指定されたためにこの地内を通過している湯の山街道から付けて、2006年2月27日に改称した。このことで近畿地方で初めて愛称が付く郵便局になった。[4]
- 心光寺 - 1489年に三木市加佐で開創し、三木合戦の時に消失したが、豊臣秀吉の許可で三木城開城後にこの地で再建された。[1][3]
- 天理教梅の湯分教舎
- 芝町公民館
- NTT西日本三木別館[3]
- 松山製パン

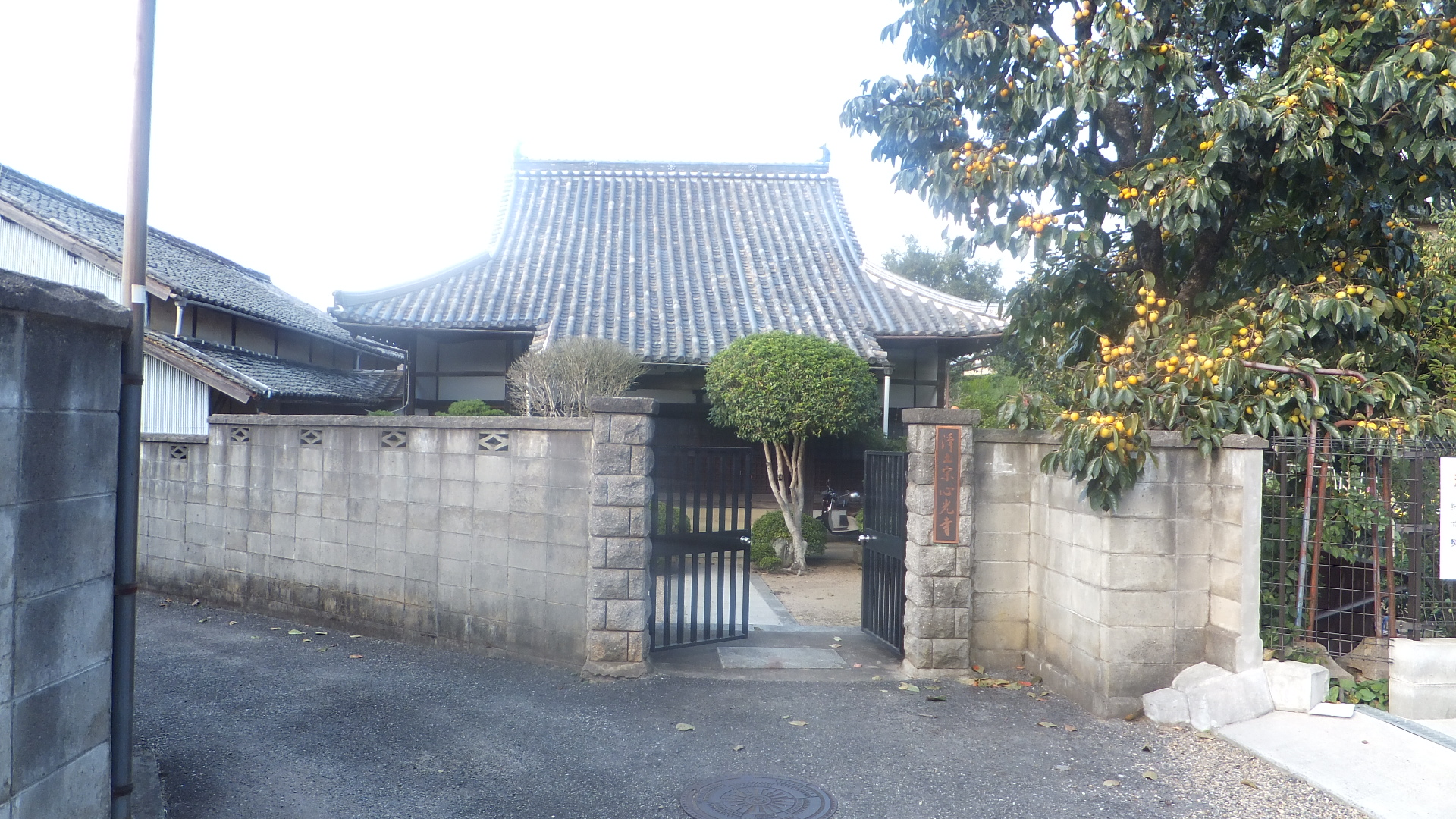
心光寺
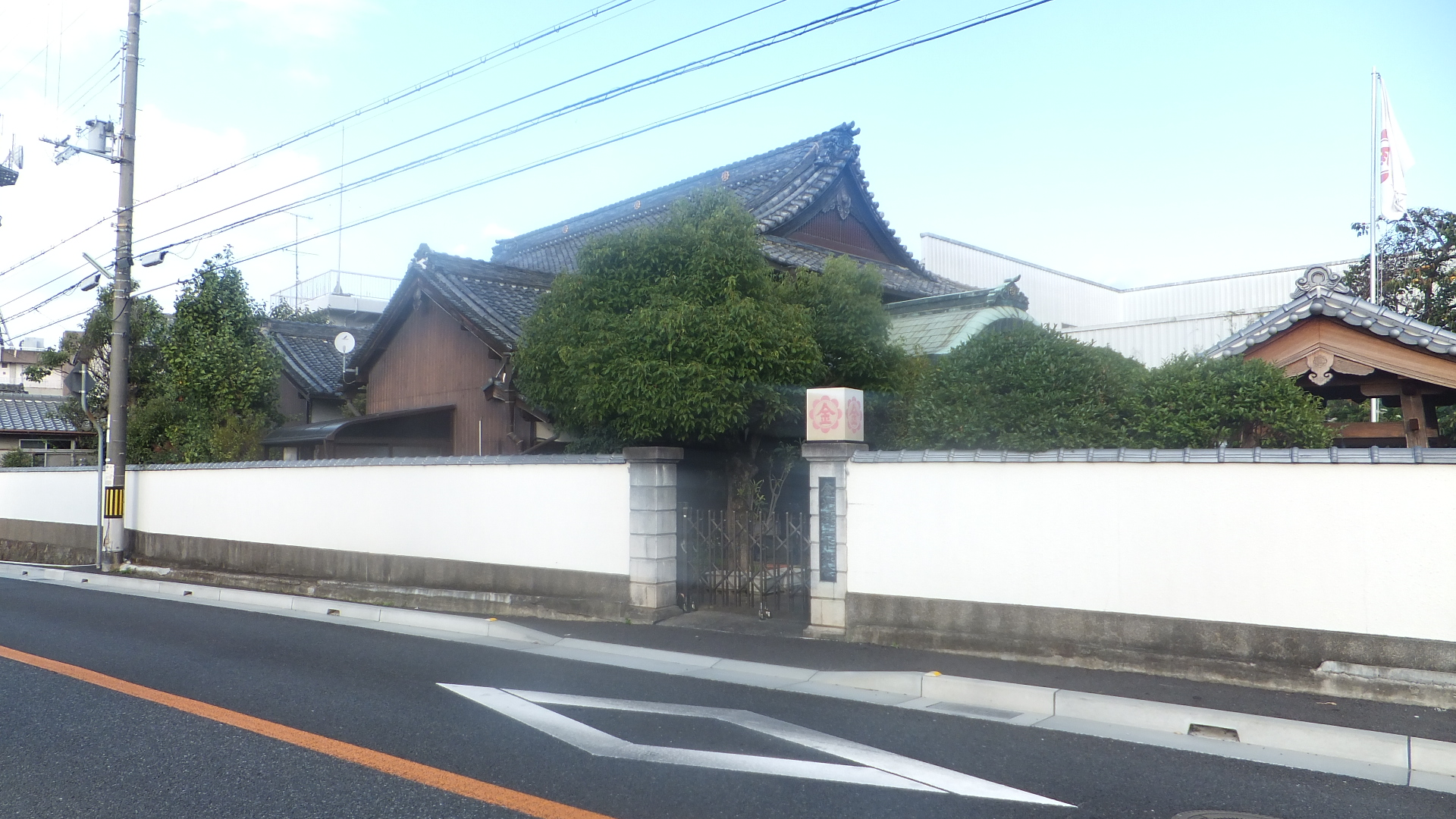
天理教梅の湯分教舎
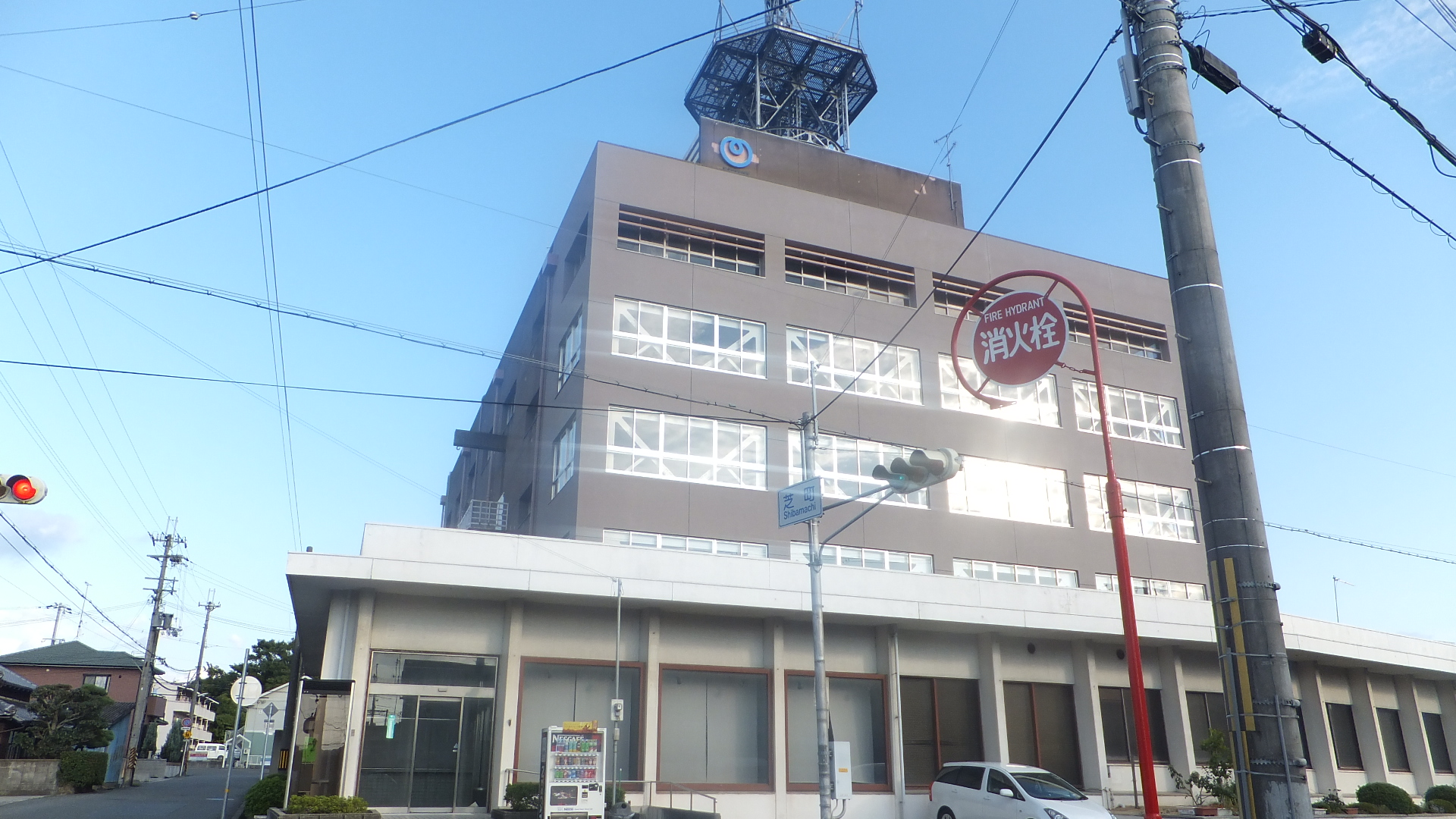
NTT西日本三木別館
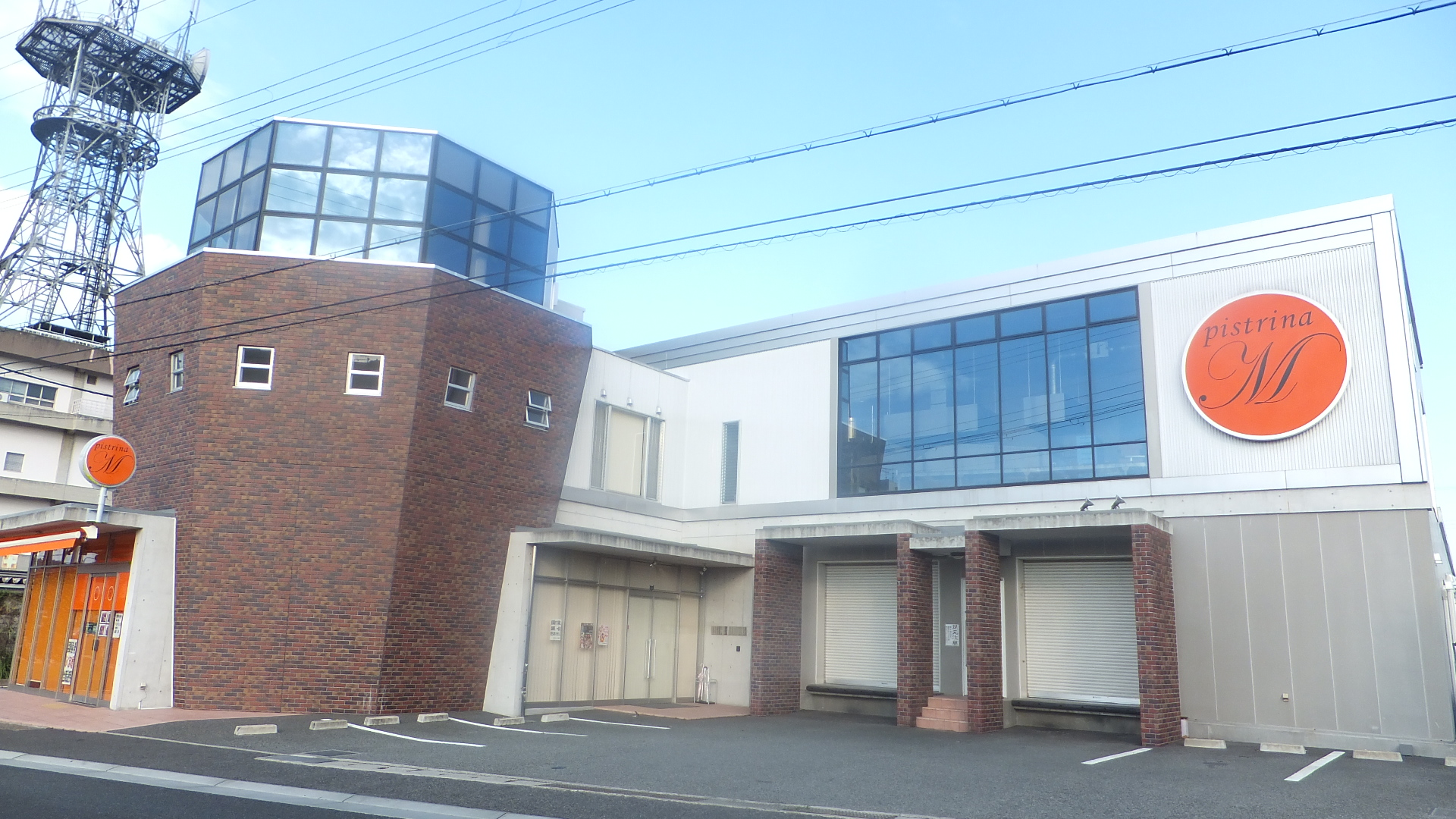
松山製パン
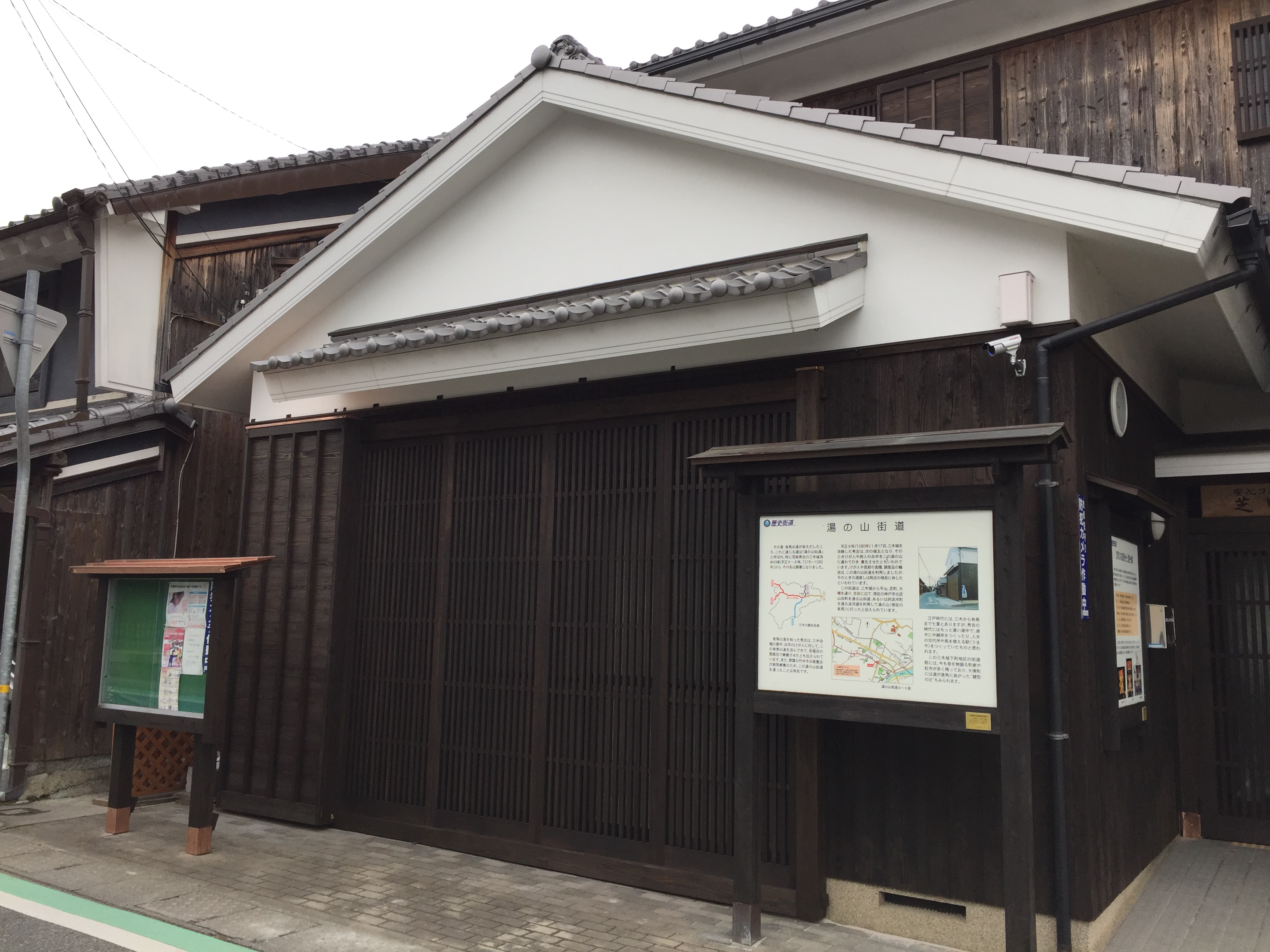
芝町公民館

### 景観形成重要建造物に指定されている施設
景観形成重要建造物に指定されており、2010年度に「第6次指定」として、指定された。
- 稲見酒造[1][5][2]
- 三宅徳松商店[2]

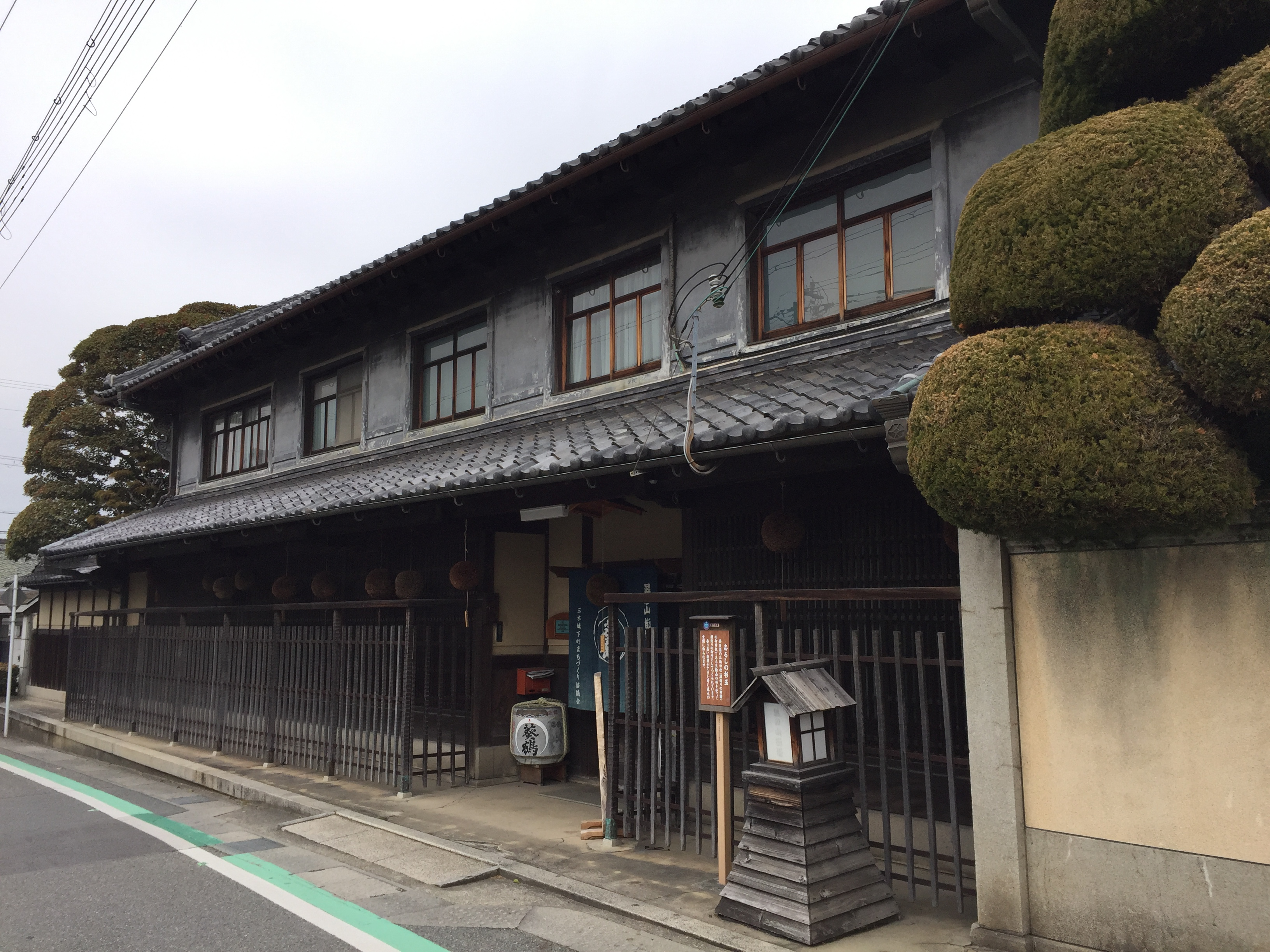
稲見酒造

## 産業

### 特産物
- 湯の山街道にある稲見酒造で「葵鶴」と呼ばれる商標を取得し、製造している。由来は松尾大社の神紋である「葵」と瑞鳥である「鶴」を合わせて名付けられた。[1][5]

## 小・中学校の学区
| 大字 | 番地 | 小学校             | 中学校             |
| ---- | ---- | ------------------ | ------------------ |
| 芝町 | 全域 | 三木市立三木小学校 | 三木市立三木中学校 |

## 交通

### 鉄道
地内には鉄道は走っていない。

### バス
- 神姫バス
- みっきぃバス

### 道路

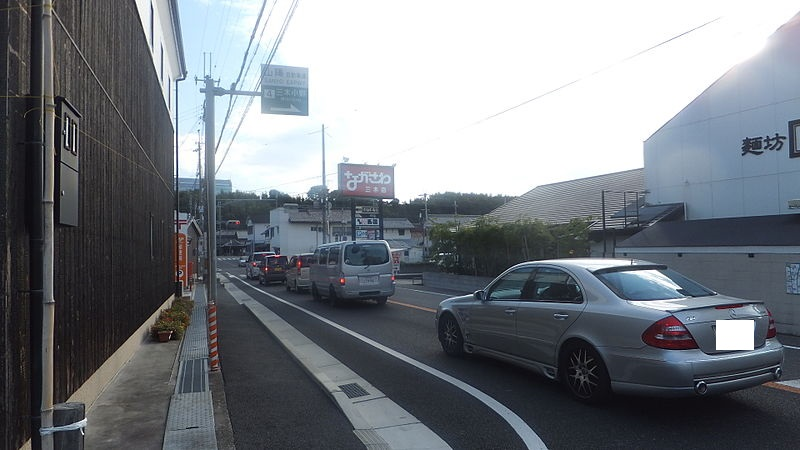
兵庫県道20号加古川三田線
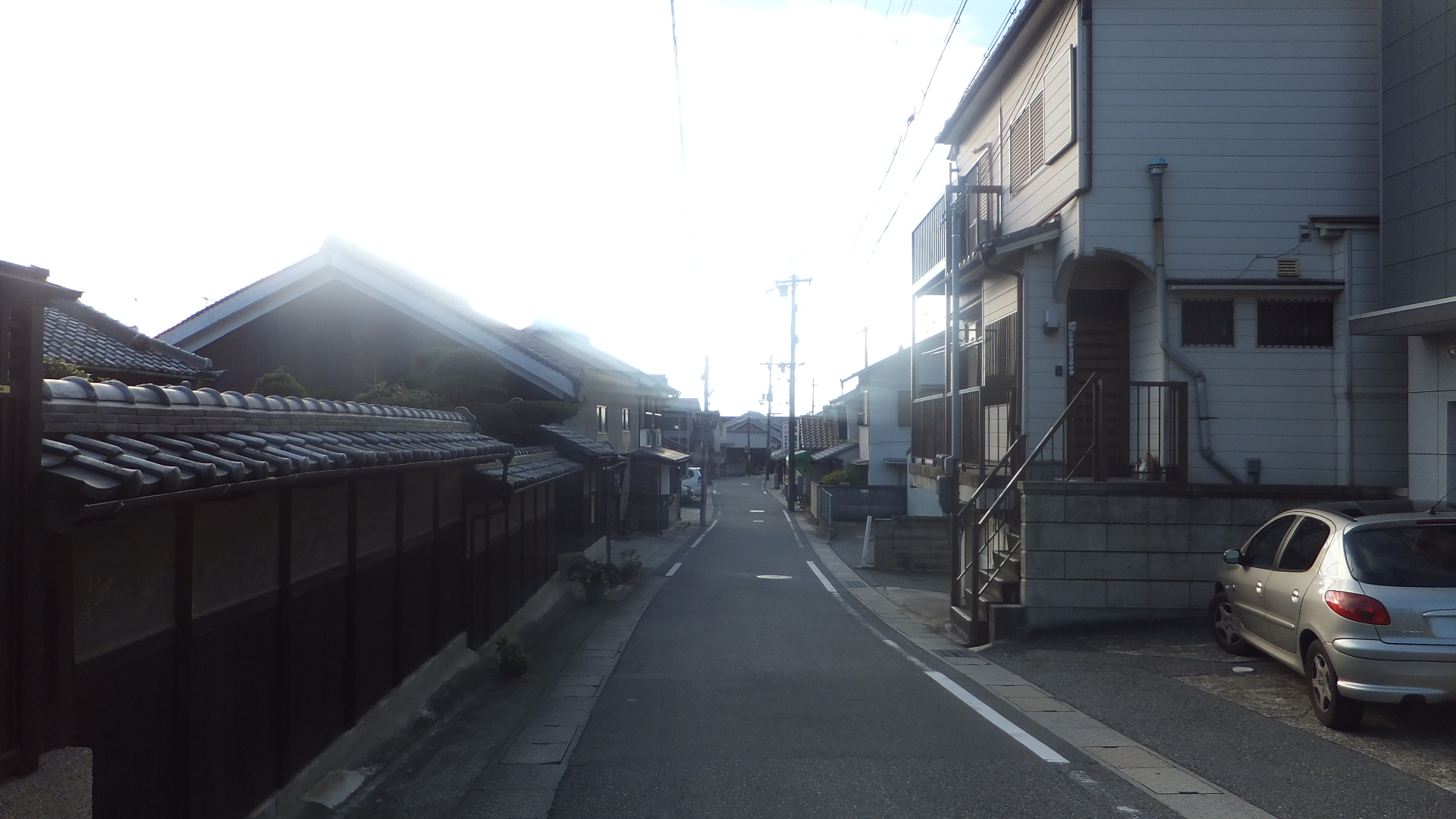
湯の山街道

- 兵庫県道20号加古川三田線
- 湯の山街道